# Kauno tiekimas
Kauno Tiekimas (Ка́уно те́кимас, «Каунасское снабжение») VSE: KTK1L — литовская компания, основанная более 30 лет назад. Занимается оптовой, розничной торговлей. 
Предоставляет услуги таможенного хранения и логистики.

## Деятельность
Оборот компании в 2005 году составил 640 млн литов.